# 穆西伊夫卡 (梅利托波爾區)
46°59′9″N 34°40′58″E / 46.98583°N 34.68278°E
穆西伊夫卡（烏克蘭語：Мусіївка）是位於烏克蘭東南部的村莊，由扎波羅熱州梅利托波爾區的奇卡洛韋市鎮負責管轄。該村始建於1923年，面積0.3平方公里，海拔高度73米，2001年人口163，人口密度每平方公里543.3人。